# Халутин, Александр Иванович
Алекса́ндр Ива́нович Халу́тин (1910—2003) — советский военный лётчик и парашютист-любитель, генерал-майор авиации, заслуженный военный лётчик СССР, начальник Качинского высшего военного авиационного училища лётчиков в 1957—1959 годах. В годы Великой Отечественной войны был командиром 249-го, 960-го ПВО, 802-го ПВО и 171-го истребительных авиационных полков. Во время войны получил тяжёлое ранение правого глаза, почти полностью потеряв способность им видеть, однако продолжил службу. В годы Корейской войны входил в группу советских военных специалистов, занимавшихся подготовкой двух истребительных авиационных дивизий для ведения боевых действий в небе Кореи. Позднее до 1994 года руководил группой поиска космических кораблей после посадки и эвакуации экипажей с места посадки на предприятии С. П. Королёва. Совершил 157 прыжков с парашютом, в том числе два прыжка на Северный полюс (в 1997 и 2000 годах).

## Ранние годы
Александр Иванович Халутин родился 16 августа 1910 года в деревне Шапкино нынешней Ярославской области, в крестьянской семье Он дважды пытался поступить в Смоленскую лётную школу в 1927 и 1928 годах, но оба раза не проходил медицинскую комиссию. Вскоре от друзей он узнал об открытии планерной школы при Обществе друзей воздушного флота в Ленинграде, после чего поехал туда. Он устроился работать каменщиком-кладчиком на стройке в Ленинграде и одновременно стал посещать планерную школу, где преподавал Валерий Чкалов. Александр даже участвовал в испытании одного из построенных планеров.
В рядах РККА Халутин находился формально с 29 июня 1929 года. В том году он поступил в Ленинградскую военно-теоретическую школу лётчиков, которую окончил в 1930 году. В 1931 году окончил 3-ю военную школу лётчиков и лётчиков-наблюдателей. Был направлен в 1-ю Краснознаменную истребительную авиационную эскадрилью (Гатчина). В 1933 году Халутин участвовал в первом проводимом неподалёку от Ленинграда параде ко дню ВВС: во время полёта у него загорелся самолёт, но лётчик сумел сбить пламя и посадить машину. До начала Великой Отечественной войны он участвовал во всех воздушных парадах РККА.
В 1932 году Халутин совершил первый прыжок с парашютом по предложению известного лётчика-парашютиста Николая Екимова, в 1933 году получил серебряный значок «Инструктор парашютного дела ВВС РККА» №79. В конце 1938 года переведён в состав 6-й отдельной авиационной эскадрильи, в сентябре 1939 года участвовал в Польском походе РККА в качестве помощника командира эскадрильи (капитан М. А. Федосеев).
В марте 1940 года капитан Халутин вместе с капитаном Федосеевым участвовал в формировании 88-го истребительного авиационного полка на Винницком аэродроме и в подготовке молодых лётчиков, занимая пост инспектора по технике пилотирования. В начале июня 1941 года он получил путёвку в санаторий ВВС в Крыму, но вынужден был вернуться к месту службы. В самый канун войны он занимал пост инспектора по лётной подготовке 44-й истребительной авиадивизии, имел стаж полётов 10 лет, налетал около 900 часов на 14 типах самолётов. Член ВКП(б) с 1941 года.

## Великая Отечественная война

### Начало
На фронт Халутин был призван формально Ленинградским городским военкоматом. С 22 июня 1941 года по 31 июля 1942 года он занимал должность командира 249-го истребительного авиационного полка. При этом ещё 17 июня он был назначен на должность командира этого полка, но 249-й полк на тот момент ещё не был до конца сформирован. В полку была подготовлена только одна эскадрилья, оснащённая истребителями И-16. Часть самолётов И-16 забрали лётчики-инструкторы из Киева и улетели на них. Только за счёт новой группы лётчиков, прибывших из военных школ, и исправных боевых И-153 в Умани удалось сформировать 2-ю эскадрилью (старший лейтенант И. И. Стерпул). На момент начала войны в составе 249-го полка было 32 боевых самолёта: 1-я эскадрилья на И-16, 2-я эскадрилья на И-153, 3-я эскадрилья на И-15бис.
Первый боевой вылет Александр Халутин совершил 26 июня 1941 года, предприняв штурмовку вражеских войск. Сам 249-й полк участвовал в обороне Киева и боях в районе Днепра. 7 июля капитан Халутин одержал первую победу при отражении авианалёта на аэродром Бухоники: обнаружив большую группу бомбардировщиков He-111 в сопровождении истребителей Me-109, летевшую в направлении аэродрома базирования 88-го полка, Халутин поднял 2-ю эскадрилью Стерпула, а сам полетел на И-16 и подбил крайний бомбардировщик. Эта победа Халутина стала первой победой 249-го полка, который в этом бою потерял два самолёта и одного лётчика (оба самолёта были подбиты на взлёте Me-109). Всего за первые четыре месяца войны 249-й полк совершил 3594 боевых вылета с 20 аэродромов (треть вылетов за все годы войны), самолётами полка были сбиты 25 немецких самолётов и ещё 20 сожжено на аэродромах. Капитан Халутин к 6 сентября 1941 года совершил 32 боевых вылета (17 на штурмовку, 10 на разведку, 5 на прикрытие своих войск), участвовал в 5 воздушных боях и сбил один самолёт, за что был награждён первым орденом Боевого Красного Знамени. Халутин выполнял разведывательные задания командования Юго-Западного фронта, сообщая информацию, которая помогала определить направление движения противника, расположение его позиций и огневых точек.
В августе — сентябре 1941 года Халутин в составе 249-го полка участвовал в боях в районе Днепропетровска и Канева, занимаясь преимущественно штурмовкой войск. Утром 7 сентября 1941 года он повёл пятёрку истребителей И-153 к аэродрому Мироновка западнее Днепродзержинска с целью ликвидации большого скопления самолётов противника на аэродроме. Самолёты, сбросив авиабомбы, начали расстреливать стоявшие в линию машины. В этот же момент появились немецкие истребители Me-109, один из которых был атакован Халутиным снизу под углом в 90 градусов и сбит. Подбитая машина упала на стоянку, а всего в результате налёта на земле были уничтожены 10 немецких самолётов. Подбитый Me-109 стал первым на счету Халутина, но при этом последней победой 249-го полка в 1941 году: в конце сентября после сражений на Юго-Западном фронте полк был отведён в тыл на переформирование.
Одна из эскадрилий полка была переучена на истребитель ЛаГГ-3: в качестве учебного использовался самолёт с пустыми баками, найденный после июля 1941 года недалеко от аэродрома Котивец и доставленный в полк. Ремонт автомобиля провёл инженер полка А. И. Манзюков. Лётчики, освоившие этот истребитель, отправились вместе с полком в Горький, а 8 ноября 1941 года полк вошёл в состав 147-й истребительной авиационной дивизии ПВО. По воспоминаниям Халутина, найти этот самолёт помогла сложившаяся в полку практика — отмечать все истребители, совершившие вынужденную посадку и не вернувшиеся на базу, а после ремонта он успешно испытал ЛаГГ-3.

### Ранение и дальнейшая служба
По некоторым данным, с февраля по ноябрь 1942 года Халутин нёс службу в составе 495-го истребительного авиационного полка, прикрывая с ним дальние подступы к городу Тула. 20 августа 1942 года три истребителя под командованием майора Халутина, прикрывая войска Западного фронта в районе Козельска, встретили три истребителя Me-109: в ходе боя майор А. И. Халутин и лейтенант Н. К. Желтов сбили по одному истребителю. Александр Иванович рассказывал, что в ходе боя напарник отстал от него и ему пришлось продолжать полёт тройкой: его атаковали два Me-109 из эскадры Jagdgeschwader 51, и ему удалось сбить один самолёт Me-109 с красным носом. Второй Me-109 с жёлтым носом всадил в машину Халутина три 20-мм снаряда из пушки, разбив радиатор: майор Халутин успел вернуться на базу. С августа 1942 года по 1943 год Халутин в звании майора числился командиром 960-го истребительного авиационного полка ПВО.
В начале ноября 1942 года Халутин перехватил в районе Бабынино самолёт-разведчик He-111, шедший на высоте 8500 м, и сбил его. В ходе боя очередь из пулемёта прошила кабину советского самолёта, и осколок задел глаз. Лётчик сумел посадить машину на чужой аэродром, после чего был госпитализирован. Врачи пытались удалить пострадавший глаз, однако Халутин воспротивился этому и даже сбежал из госпиталя. По распоряжению командира дивизии его доставили в Москву, где сделали 10 рентгеновских снимков, подтвердив настоятельную рекомендацию об удалении глаза, а вскоре к этим добавились ещё 4 снимка — два в полевом госпитале и два в армейском. Согласно воспоминаниям самого лётчика, он утратил на 90% возможность видеть правым глазом, имея возможность им видеть только под определённым углом. Однако он хотел продолжить летать и настоятельно просил врачей сделать что-нибудь, чтобы осколок был удалён и чтобы глаз сохранился. Профессор медицины в итоге сумел удалить осколок и сделал незаметный косметический шов.
Согласно официальным документам, у Халутина было констатировано лёгкое ранение 15 ноября 1942 года. Майор Халутин в дальнейшем убеждал врачей на медкомиссии, что не имел проблем со зрением: при проверке зрения для вида он закрывал здоровый глаз и изредка им подглядывал. Один раз, по словам Александра Ивановича, врач в звании старшего лейтенанта заподозрил неладное и вынудил полковника Халутина тогда рассказать правду. Тем не менее, лётчик настоял на необходимости летать, и врач пошёл ему навстречу. В последующие годы войны Халутин сражался в небе Подмосковья, в районе Харькова, Кременчуга и всей УССР, а также над Прибалтикой. С сентября по октябрь 1943 — командир 802-го истребительного авиационного полка ПВО в звании майора.

### Конец войны
С 16 февраля 1944 года он командовал 171-м Краснознамённым Тульским истребительным авиационным полком, занимая эту должность вплоть до 18 мая 1945 года (в звании майора, позже — подполковника). Халутин рассказывал, что в декабре 1944 года во время одного из вылетов в боях за Прибалтику заметил, как из-под крыла его Ла-5 стал выходить FW-190, взлетевший с атакуемого аэродрома. Немецкий пилот, обнаружив сбоку от себя советский истребитель, резко отвернул вправо. Однако поскольку это происходило на небольшой высоте, FW-190 не успел выйти из разворота, врезался в землю и взорвался, что Халутин также считал своей неофициальной победой.
По состоянию на 20 марта 1945 года 171-й истребительный авиационный полк под командованием подполковника Халутина произвёл 2220 боевых вылетов, уничтожив 46 самолётов противника, один аэростат заграждения, 4 паровоза, 120 повозок с грузами, более 60 автомашин и до 400 немецких солдат и офицеров. К 6 июня 1945 года число вылетов достигло 2571: полком было сбито 70 самолётов противника в воздухе, уничтожено 39 самолётов на земле, 10 паровозов, 26 ж/д вагонов, 176 грузовых автомашин, две легковые автомашины, один аэростат заграждения, 6 повозок и до 500 человек. Полк потерял при этом 18 лётчиков и 18 самолётов.
Конец войны Халутин встретил в Курляндии. Всего за годы Великой Отечественной войны он совершил около 165 боевых вылетов, сбив лично три самолёта противника (один He-111 и два Me-109), а также уничтожив до 10 самолётов на земле в составе группы. В боях он был ранен дважды. Самолёты, на которых он летал, получили всего 53 пробоины. Он пилотировал истребители И-153, И-16, Ла-7 и Ла-5.

## Корейская война
В сентябре 1945 года подполковник Халутин числился командиром 50-го истребительного авиационного полка в составе 315-й истребительной авиационной дивизии. В конце 1940-х годов назначен заместителем командира 303-й истребительной авиационной дивизии по лётной части, а в сентябре 1950 года вместе со 177-м истребительным авиационным полком был направлен на Ляодунский полуостров (Китай), где по приказу командования сформировал и подготовил к ведению боевых действий 50-ю и 37-ю авиационные дивизии, которые воевали в Корее на стороне КНДР против американцев. Именно Халутин первым совершил на Ляодуне полёт на реактивном истребителе МиГ-15 на аэродроме Саньшилипу. 15 ноября 1950 года он доложил Главному военному советнику при ВВС КНР маршалу С. А. Красовскому о том, что 50-я истребительная авиационная дивизия готова к бою (она воевала в составе 64-го истребительного авиационного корпуса.
После отправки 50-й дивизии на фронт Халутин занялся подготовкой 37-й истребительной авиационной дивизии. С декабря 1950 года он командовал ею в составе 83-го смешанного авиационного корпуса на Ляодунском полуострове, с июля 1953 года — командующий дивизией в составе 64-го истребительного авиационного корпуса в Северо-Восточном Каите. В боях в Корее он не участвовал, однако лётчики этой дивизии вступали в стычки с самолётами ВВС США, нарушавшими границу. В декабре 1954 года дивизия убыла из КНР в Прикарпатский военный округ (в Черновцы), где Халутин командовал ею до 1957 года, удостоившись присвоения в 1955 году звания генерал-майора авиации.

## Конец службы
В 1957—1959 годах генерал-майор Халутин был начальником Качинского высшего военного авиационного училища лётчиков. В 1959 году возглавил кафедру методики боевой подготовки и безопасности полётов в военно-воздушной академии (позже присвоено имя Ю. А. Гагарина).
Александр Иванович Халутин уволился в запас в 1963 году. Согласно лётной книжке, летал на 54 типах самолётов (от У-1 до МиГ-17), совершил 10094 полёта, общий налёт 3054 часа. По словам самого Александра Ивановича, из 32 лет службы в авиации он на протяжении 20 лет летал с невидящим правым глазом.

## После увольнения в запас
В 1963—1994 годах — начальник группы поиска космических кораблей после посадки и эвакуации экипажей с места посадки на предприятии С. П. Королёва. Встречал большинство космических экипажей, начиная с Андрияна Николаева, Валерия Быковского и Валентины Терешковой. К моменту выхода на пенсию у него был стаж работы 66 лет: 4 года в качестве каменщика-кладчика, 32 года службы в авиации и 30 лет работы на предприятии С.П.Королёва. В то же время Александр Иванович в интервью газете «Аргументы и факты» утверждал, что с учётом его участия в войне с первого до последнего дня к выслуге лет ему добавили 34 года, и его трудовой стаж по документам стал составлять 100 лет.
В 1994 году, несмотря на преклонный возраст, Александр Иванович снова занялся парашютным спортом: по его словам, его мотивировала на возобновление прыжков услышанная по радио новость о пожилом американце, прыгнувшем с парашютом. Халутин отправился в Центральный аэроклуб с соответствующей просьбой, но удивлённые чиновники отправили генерал-майора в Центральный военный госпиталь, где ему отказались выдавать разрешение на прыжки, сославшись на то, что подобных прецедентов не было. Тем не менее, тот уговорил врачей подписать нужное разрешение. С 1994 по 2000 годы он совершил 18 прыжков с парашютом, среди которых были два прыжка на Северный полюс.
12 июля 1997 года в рамках мероприятий «Робинзонада-97» Александр Иванович совершил прыжок с парашютом в Карелии над Водлозёрскими островами. В том же году 19 апреля он совершил прыжок с парашютом над Северным полюсом: сообщение об этом прыжке прозвучало 25 апреля в эфире новостей телеканала НТВ. Полёт на десантирование выполнялся на самолёте Ан-26 по маршруту Москва — Хатанга — Северный полюс. В парашютном десанте приняли участие 26 человек, в том числе 8 парашютистов из США, Канады, Австралии, Австрии, Нидерландов и ЮАР. Прыжок Александр Иванович Халутин и его коллеги совершали при температуре -29°C и ветре 12 м/с. На отметке Северного полюса были установлены флаги стран, из которых были парашютисты, флаг российской авиации и указатель с расстояниями до Москвы и ряда столиц.
В апреле 2000 года Александр Иванович Халутин принял участие в экспедиции Владимира Чукова на Северный полюс, в рамках которой снова совершил прыжок с парашютом — уже с борта Ил-76. Маршрут полёта был прежним: Москва — Хатанга — остров Средний — Северный полюс. Свой прыжок парашютист-ветеран приурочил к 55-летию Победы в Великой Отечественной войне, установив на Северном полюсе государственные флаги Российской Федерации и Республики Беларусь, однако после прыжка ему потребовалась госпитализация. Позже он говорил, что в результате прыжка частично ослеп и оглох.
В 2002 году в интервью газете «Аргументы и факты» Александр Иванович выражал желание совершить прыжок к своему 100-летию, если здоровье позволит ему сделать это. С его слов, он совершил 157 прыжков с парашютом, среди которых были прыжки со сверхмалых высот в 100, 90 и 80 м. Он также был заместителем председателя Союза ветеранов-парашютистов России при Центральном аэроклубе имени В. П. Чкалова
В последние годы жизни проживал в Монино. Скончался в 2003 году.

## Семья
Отец — Иван Иванович Халутин (1864—1948). Мать — Наталья Михайловна Халутина (1880—1975).
Супруга — Нина Александровна Халутина (р. 1925). Дочь — Аэлита Александровна Козлова (род. 1937). Правнучка — Юлия.

## Награды
- Орден Красного Знамени (четырежды)[1][4], в том числе:
  - 5 ноября 1941 года[6][12][19] — за образцовое выполнение боевых заданий командования на фронте борьбы с немецкими захватчиками и проявленные при этом доблесть и мужество[20]
  - 6 июня 1945 года[12][19]
  - 16 октября 1957 года[19]
- Орден Александра Невского (30 апреля 1945)[19] — за образцовое выполнение боевых заданий командования на фронте борьбы с немецкими захватчиками и проявленные при этом доблесть и мужество[6][12]
- Орден Отечественной войны I степени:
  - 13 июня 1944 года[6][19] — за образцовое выполнение боевых заданий командования на фронте борьбы с немецкими захватчиками и проявленные при этом доблесть и мужество[21][12]
  - 6 апреля 1985 года[22]
- Орден Красной Звезды:
  - 3 ноября 1944 года[19] (указ Президиума Верховного Совета СССР)[6][h]
  - 9 марта 1956 года[19]
- Орден Дружбы (19 июля 2001) — за высокие достижения в производственной деятельности и большой вклад в укрепление дружбы и сотрудничества между народами[23][i]
- Медаль «За победу над Германией в Великой Отечественной войне 1941—1945 гг.»[24] (9 мая 1945 года)[19][j]
- Заслуженный военный лётчик СССР[1][4]
- Заслуженный ветеран НПО «Энергия»[1][4]
- Почётный член Центрального аэроклуба[1][4]
- Почётный член Всеармейского военно-охотничьего общества[1][4]

## Комментарии
1. ↑  Ныне Даниловский район, Ярославская область, Россия.
2. ↑  По другим данным — в 2002 году[1]
3. ↑  В некоторых источниках указано, что деревня находилась на территории нынешнего Рыбинского района[1].
4. ↑  С 14 апреля 1944 года — 163-й гвардейский истребительный авиационный полк[7].
5. ↑  В одних источниках утверждается, что Халутин был командиром полка[4], хотя в других источниках сообщается, что полком с декабря 1941 по сентябрь 1942 года командовал майор Сергей Анисьевич Барабанов[8].
6. ↑  Преемником на посту начальника стал его друг генерал-майор авиации Виктор Свищев, также встретивший конец войны в Курляндии и участвовавший в разгроме группы армий «Север»[15].
7. ↑  Согласно Книге памяти блокадного Ленинграда — 29 декабря 1962 года[3].
8. ↑  Награждён за выслугу лет[6].
9. ↑  Награждён за активное участие в работе по военно-патриотическому воспитанию молодежи и реализации Программы «Небо, открытое для всех»[1].
10. ↑  Награда вручена 15 октября 1945 года[25].